# Qeqertaq Avannarleq
Qeqertaq Avannarleq (in groenlandese, in italiano l'isola più settentrionale) è il nome non ufficiale di un'isola precedentemente inesplorata scoperta dagli scienziati della Groenlandia nel circolo polare artico al largo della punta settentrionale della Groenlandia nell'agosto 2021. Si ritiene che sia l'isola più settentrionale del mondo e la terra più vicina al Polo Nord.